# Bundessprecher
Bundessprecher ist die statutengemäße Bezeichnung des Parteichefs der Bundesebene mancher deutscher und österreichischer Parteien. 
Die entsprechende Funktion der Landesebene heißt Landessprecher. Er drückt das Erster-unter-Gleichen-Prinzip aus.
Verwendet wird der Ausdruck in Österreich – in Unterscheidung zu Parteivorsitzender im sozialistischen Sprachgebrauch und Parteiobmann bei den Bürgerlichen – von den Grünen (Die Grünen – Die Grüne Alternative, GRÜNE), dem Liberalen Forum (LIF), wie auch der Piratenpartei Österreichs (PPÖ).
In Deutschland findet sich unter den größeren Parteien die Bezeichnung „Bundessprecher“ für mehrere gleichberechtigte Parteivorsitzende bei der Alternative für Deutschland (AfD). 
Bei der SPD haben vielen Arbeitsgruppen und Foren Bundessprecher, bei der Partei Die Linke in deren Jugendorganisation und bei der Grünen Jugend werden die Vorsitzenden „Bundessprecher“ genannt.  Historisch gab es auch bei den deutschen Grünen Bundessprecher, z. B. Jan Kuhnert oder Gert Bastian.
Die Bezeichnung findet sich auch verbreitet bei anderen parteinahen oder überparteilichen Organisationen, etwa den Fachschaftslisten Österreichs (FLÖ, Studierendenfraktion in der ÖH) oder dem Forum Demokratischer Sozialismus (fds, Netzwerk der deutschen Die Linke).